# 土浦市立荒川沖小学校
土浦市立荒川沖小学校（つちうらしりつあらかわおきしょうがっこう）は茨城県土浦市荒川沖東3丁目にある公立小学校。

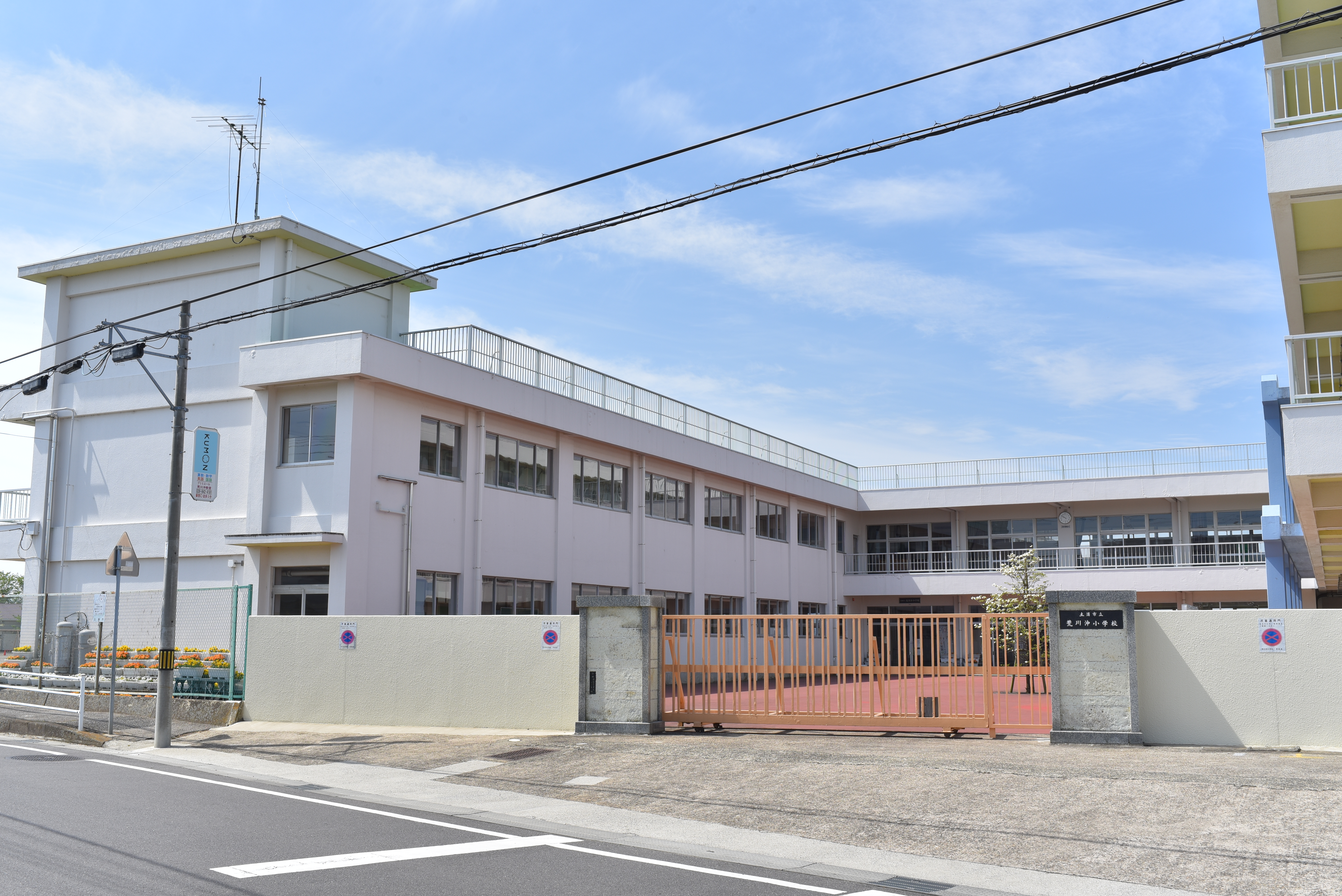
児童通用門

## 沿革
（この節の出典）
- 1947年（昭和22年） - 稲敷郡朝日村の現在地に朝日第三小学校（現在の阿見町立本郷小学校）の西校を新設する。
- 1948年（昭和23年）10月1日 - 西校の所在地を含む朝日村の一部地域が土浦市に編入したのにともない、土浦市立荒川沖小学校として独立し開校する（15学級・児童数68名）。
- 1957年（昭和32年） - 木造校舎（4教室）、プール兼貯水槽完成。
- 1960年（昭和35年） - 校舎大修理（基礎補強）。
- 1964年（昭和39年） - 校旗新調。
- 1966年（昭和41年） - 理科室新設。
- 1967年（昭和42年） - 校歌制定。
- 1970年（昭和45年） - 永久校舎第1期工事。
- 1971年（昭和46年） - 永久校舎第2期工事。
- 1972年（昭和47年） - 永久校舎第3期工事完成（教室棟3階25室・管理棟2階12教室・温風集中暖房）。国旗掲揚塔設置。
- 1974年（昭和49年） - 手をつなぐ親の会発足。
- 1978年（昭和53年） - 体育館完成。
- 1979年（昭和54年） - 特別教室4教室完成。
- 1983年（昭和58年） - なかよし像設立。
- 1984年（昭和59年） - 本校から約450名児童が乙戸小へ転籍。
- 1989年（平成元年） - 木造校舎改装（多目的ホールに）。AV卓放送施設新設。
- 1990年（平成2年） - PTA寄贈による校旗新調。登坂棒設置。ミニ水族館開館。
- 1991年（平成3年） - 経緯度標設置。
- 1992年（平成4年） - 大規模改造第1期工事（トイレ）。大規模改造第2期工事（外壁塗装）。
- 1993年（平成5年） - 大規模改造第3期工事（内装工事）。プール改築。
- 1994年（平成6年） - 駐車場拡張整備。
- 1997年（平成9年） - 創立50周年記念式典挙行。
- 1998年（平成10年） - コンピュータ教室設置。
- 1999年（平成11年） - 校舎前庭水道設置。
- 2000年（平成12年） - 学校ビオトープ設置。
- 2002年（平成14年） - 西側フェンスと北側フェンスの改修工事。
- 2003年（平成15年） - 防球ネット設置（東側フェンス）。
- 2007年（平成19年） - 創立60周年。
- 2009年（平成21年） - 体育館耐震補強大規模補修工事完了。
- 2013年（平成25年） - 木造校舎取壊し。
- 2014年（平成26年） - 校舎耐震工事完了。教室棟屋上に太陽光発電パネル設置。
- 2017年（平成29年） - 創立70周年。

## 通学区域
（この節の出典）
- 北荒川沖町
- 中荒川沖町
- 荒川沖東一丁目
- 荒川沖東二丁目
- 荒川沖東三丁目
- 荒川沖西一丁目
- 荒川沖西二丁目
- 荒川沖
- 荒川本郷
- 沖新田

- なお、本校がある荒川沖東地区は阿見町との境に接しているため、阿見町本郷3丁目など本来の学区である阿見町立本郷小学校より本校の方が近い地域がある一方、本校の学区である荒川沖東2丁目では、本校より阿見町立あさひ小学校の方が近い地域もある。

## 進学先中学校
- 土浦市立土浦第三中学校

## 特記事項
- 校歌は作詞・川上宏昭、作曲・岩井清志。

## アクセス
- JR常磐線荒川沖駅（東口）から、
  - ページ上部にある「児童通用門」までは、徒歩約500m・約7分。
  - ページ最上部にある「正門」までは、徒歩約565m・約8分。